# Étienne (martyr)
Pour les articles homonymes, voir Étienne et Saint Étienne.
Étienne est un prédicateur juif du Ier siècle qui apparaît dans les Actes des Apôtres (Ac), œuvre de Luc l'Évangéliste. 
Comme Philippe le Diacre, Étienne est présenté dans le récit, au début du chapitre 6 des Actes, dans l'épisode dit de l'Institution des Sept (Ac 6 1-7). Étienne et Philippe sont les deux principaux personnages des trois chapitres suivants. Étienne est connu comme « Étienne le Protomartyr »,,, « (le) protomartyr Étienne » ou « Étienne protomartyr » car il est regardé, par les chrétiens, comme le premier martyr. Il fait aussi partie des septante disciples choisis par Jésus-Christ.

## Anthroponymie
Son nom vient du grec ancien : στέφανος, stephanos, « couronne ». Il se présente sous diverses formes dans l'histoire de la linguistique (Stéphane, Steven, Esteven, Esteban, Estienne...) ; toutes sont issues du grec latinisé Stephanus.

## Le récit des Actes des Apôtres
Les récits relatifs à Étienne dans les Actes des Apôtres 6, 1-8 et 7 soulèvent des questions « pouvant porter la suspicion sur son historicité », selon l'historien Simon Claude Mimouni.

### Premier diacre

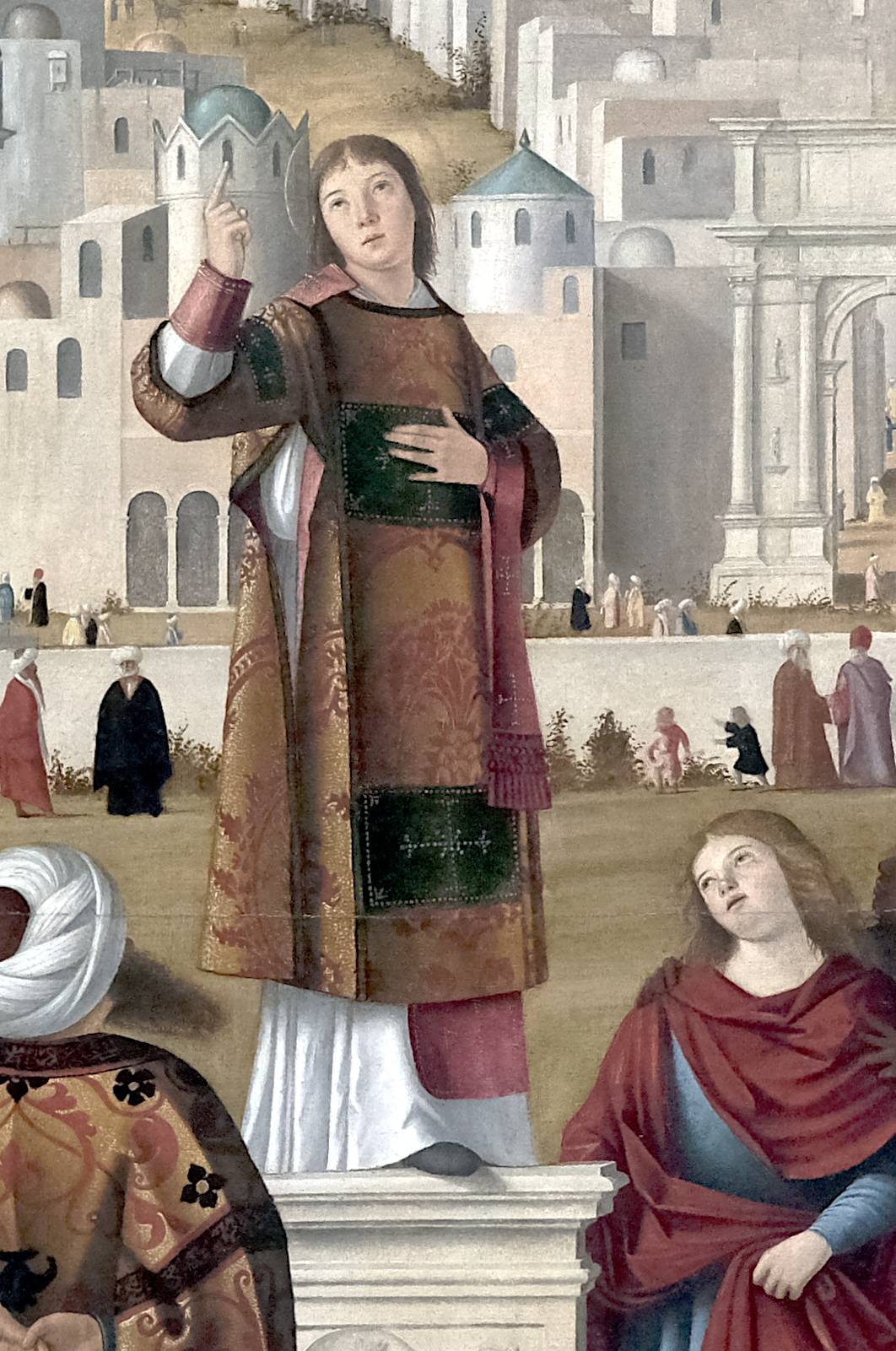
Saint Étienne prêchant (détail de La Prédication de saint Etienne à Jérusalem de Carpaccio - Louvre, Inv181).

Étienne apparaît au chapitre 6 des Actes où il est présenté comme un Juif helléniste qui a reconnu en Jésus le Messie et a été choisi avec six autres « hommes de bonne réputation, d'Esprit Saint et de sagesse » pour être un des diacres chargés d’assister les apôtres au bénéfice de la communauté.

« En ces jours-là, comme le nombre des disciples augmentait, les Hellénistes se mirent à récriminer contre les Hébreux parce que leurs veuves étaient oubliées dans le service quotidien. Les douze convoquèrent alors l’assemblée plénière des disciples et dirent : « Il ne convient pas que nous délaissions la parole de Dieu pour le service des tables. Cherchez plutôt parmi vous, frères, sept hommes de bonne réputation, remplis d'Esprit et de sagesse, et nous les chargerons de cette fonction. Quant à nous, nous continuerons à assurer la prière et le service de la Parole. » Cette proposition fut agréée par toute l'assemblée : on choisit Étienne, un homme plein de foi et d'Esprit Saint, Philippe, Prochore, Nicanor, Timon, Parménas et Nicolas, prosélyte d'Antioche ; on les présenta aux apôtres, on pria et on leur imposa les mains. »

— Actes des Apôtres, Ac 6 1-6

### Ses discours
Selon les Actes des Apôtres, Étienne accomplit des « prodiges et des signes remarquables parmi le peuple » Ac 6 8. Érudit, il vient facilement à bout d'un débat qui se tient à la « synagogue des affranchis », lieu de culte des descendants de Juifs réduits en esclavage et déportés par Pompée, puis libérés.

Devant le sanhédrin, Étienne est confronté à des témoins qui l'accusent de quatre blasphèmes : contre Dieu, contre Moïse, contre la Loi et contre le Temple de Jérusalem, lieu saint. Étienne se disculpe de ces accusations en résumant l'histoire d'Israël. Il présente d'abord une triple louange du « Dieu de gloire » ; il loue ensuite Moïse pour sa ferveur, ses miracles et pour la qualité de son accès à Dieu ; il poursuit en louant triplement la Loi, qui vient de Dieu, est transmise par Moïse et donne la vie ; enfin il loue le Temple, commandé par Dieu et construit par Salomon Ac 7 2-50. Cependant Étienne, en accord avec les convictions des hellénistes, rappelle que 

« Et pourtant le Très-Haut n'habite pas des demeures construites par la main des hommes. Comme dit le prophète: le ciel est mon trône et la terre un escabeau sous mes pieds.Ac 7 48-49 »

.

## L'exécution d'Étienne
Pour sa représentation dans l'art : La Lapidation de saint Étienne 

### Les causes

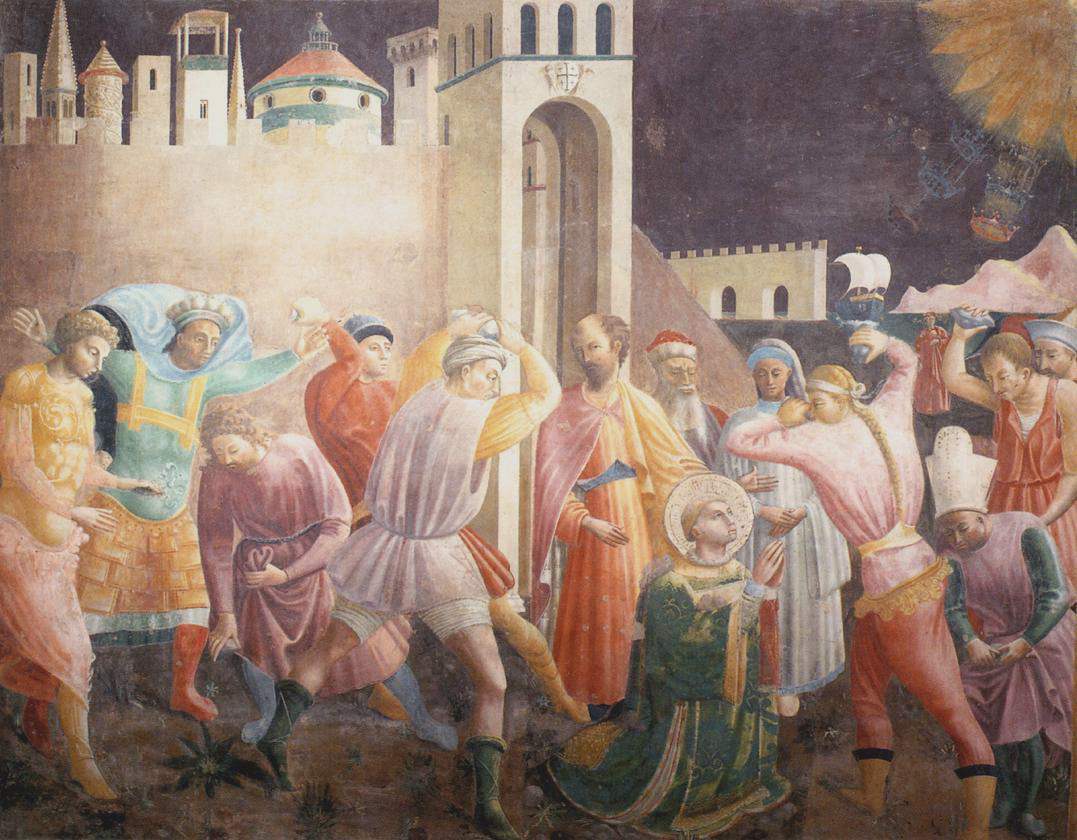
Paolo Uccello, La Lapidation de saint Étienne, cathédrale de Prato.

Les propos sur le temple et sur les persécutions des prophètes exaspèrent le sanhédrin Ac 7 54 mais selon Simon Claude Mimouni, Étienne est condamné à la lapidation pour blasphème non pas contre le Temple, mais contre Dieu, car il prononce le Nom divin, par définition imprononçable (dans la religion juive) dans l'expression suivante : « les cieux ouverts et le Fils de l'Homme debout à la droite de Dieu ». La communauté helléniste d'Étienne et sa distance vis-à-vis du temple de Jérusalem est persécutée après son exécution, elle quitte Jérusalem et ouvre à Antioche  une maison ouverte aux non juifs.
Le procès et la mort de Jacques, frère de Jésus, sont proches de ceux d'Étienne : pour l'un comme pour l'autre de ces deux martyrs, il est question de blasphème, puis d'un procès au Sanhédrin, puis d'une lapidation. Les récits des Actes des Apôtres pourraient avoir subi l'influence de cet événement, à moins que le récit de l'exécution de Jacques ne soit calqué sur celui des Actes des apôtres. Les commentateurs soulignent également certaines ressemblances entre le récit de la mort d'Étienne et celui de la mort de Jésus dans les évangiles, parallélismes « qui ne relèvent pas d'un contact fortuit : le narrateur a consciencieusement modelé le procès d'Étienne sur celui de Jésus », selon l'exégète et bibliste Daniel Marguerat.
Le discours d'Étienne, mettant en œuvre une rhétorique jusque-là difficile à critiquer par le Sanhédrin, change brutalement d'orientation quand il s'en prend violemment à l'assemblée du Sanhédrin. Interpellés comme des hommes au « cou raide », « incirconcis » dans leurs cœurs et leurs oreilles, ses juges se jettent sur Étienne, le traînent hors les murs de Jérusalem et le lapident, exécution à laquelle Saül assiste comme témoin. Les Actes racontent que Saül, plus tard converti et devenu apôtre sous le nom de Paul, garde les vêtements des meurtriers et approuve alors ce meurtre Ac 7 57-60.
Luc, le rédacteur des Actes, fait écho ici à une tradition relative à Étienne qu'il a remaniée, dans une proportion indéterminée. La tenue d'un procès paraissant incompatible avec une scène de lynchage, certains postulent deux traditions concurrentes assemblées par le narrateur.

### Le lieu
Bien que le site de sa lapidation ne soit pas mentionné dans les Actes des Apôtres, les archéologues et dominicains Louis-Hugues Vincent et Félix-Marie Abel signalent une tradition ancienne qui fixe le lieu du martyre d'Étienne au site de la basilique Saint-Étienne de Jérusalem au nord de la porte de Damas (appelée par les croisés porte de Saint-Étienne, au nord de la vieille ville de Jérusalem). Ils évoquent aussi une tradition plus récente qui apparaît à partir du XIIe siècle lors de la disparition de la basilique Saint-Étienne et la prise de Jérusalem par l'armée de Saladin en 1187. La porte de Damas (point faible de l'enceinte fortifiée) étant inaccessible aux pèlerins, les guides locaux privilégient une tradition locale concurrente qui fixe le lieu du supplice dans une grotte attenante au couvent grec orthodoxe, situé en contrebas de la porte des Lions à l'Est (appelée à son tour porte de Saint-Étienne à partir du XVIe siècle),.

### La date
La date de la mort d'Étienne est inconnue et les historiens sont partagés : certains argumentent en faveur des années 31 ou 32 ; d'autres en faveur de 36, voire de 39.

## Légendes ultérieures

### Un thaumaturge

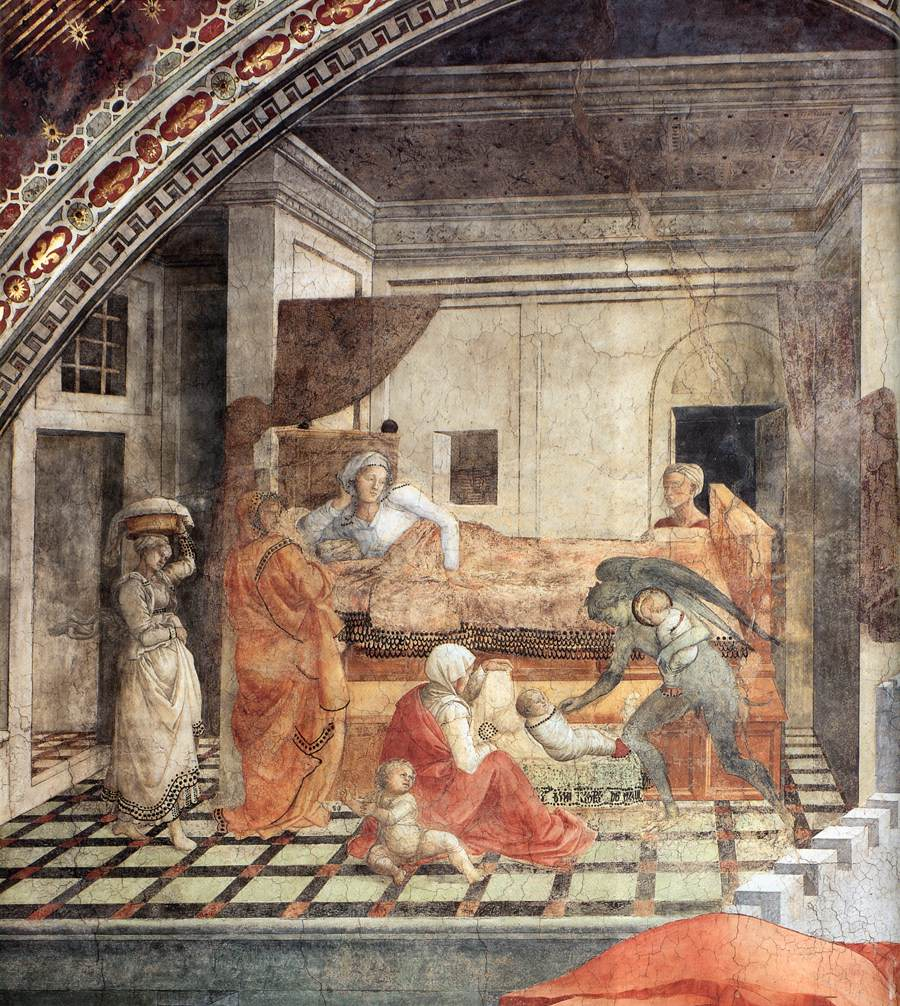
Scène de l'enlèvement d'Étienne le jour de sa naissance, fresque de Fra Filippo Lippi dans la cathédrale de Prato.

Les écrits postérieurs aux Actes font d’Étienne un thaumaturge. En particulier, saint Augustin, dans La Cité de Dieu, raconte nombre de miracles accomplis par le protomartyr, récits qu’on retrouve chez de nombreux hagiographes du Moyen Âge, notamment Jacques de Voragine, Jean de Mailly ou Vincent de Beauvais. Ainsi en est-il de fleurs qui étaient posées sur l’autel de Saint Étienne puis appliquées sur des malades, qui guérissaient miraculeusement. Ainsi en est-il aussi de dame Patronia, gravement malade, qui consulte un jour un juif qui lui remet un anneau orné d’une pierre, qu’elle doit porter. Le talisman n’améliore cependant pas son état. En désespoir de cause, Patronia se réfugie à l’église de Saint-Étienne qu’elle implore avec ferveur. L’anneau glisse à terre et elle est guérie.
Un manuscrit du Mont Cassin contient un texte, la Vita fabulosa sancti Stephani protomartyris (ca. 1000), rapportant qu'Étienne est le fils d'Antiochus et Perpetua, un couple stérile. Enlevé à Jérusalem le jour de sa naissance par le diable, qui lui substitue dans son berceau un petit démon, il est confié par Satan à l'évêque Julien, qui l'adopte, le nomme Nathanael et l'élève comme son fils avant de l'ordonner diacre. Devenu adulte, Étienne retourne dans son premier foyer et expulse, d'un signe de croix, le démon qui avait pris sa place.

### Invention et translation des reliques

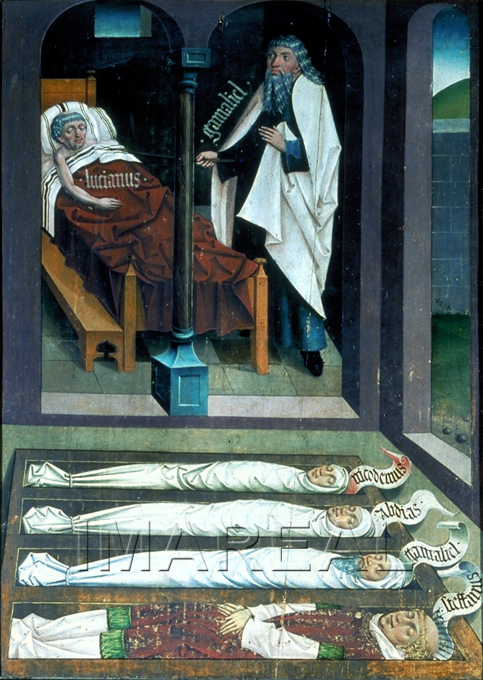
Apparition de Gamaliel l'Ancien au prêtre Lucien, peinture sur bois (XVe siècle).

« Des hommes pieux ensevelirent Étienne et lui firent de belles funérailles » (Ac 8:2). La figure d’Étienne prend une grande place pour les premières communautés chrétiennes et joue un rôle important dans la scission progressive avec le judaïsme et la montée de l'antijudaïsme chrétien, d'où le développement de traditions littéraires de l'invention et de la translation de ses reliques. Ces traditions relèvent en grande partie du modèle des récits-types occidentaux, empruntant aux topoi hagiographiques classiques.
Une tradition chrétienne du Ve siècle évoque l'apparition de Gamaliel l'Ancien au prêtre Lucien, curé de Cafargamala (Kfar-Gamala, actuelle Beit Jamal) le vendredi 3 août 415, le rabbi indiquant où se trouvait sa relique qui aurait été alors retrouvée dans le même tombeau que celle de son fils Abibas, ainsi que Nicodème. Un vase de roses rouges à côté de la tête de saint Étienne permet d'identifier le corps du martyr.
L’évêque Jean de Jérusalem fait alors procéder solennellement à la translation du corps du martyr à l’église du Mont-Sion de Jérusalem, le 26 décembre 415, jour anniversaire de la mort d'Étienne. L’évêque Juvénal, successeur de Jean, commence la construction à Jérusalem d’une basilique destinée à recueillir la dépouille de saint Étienne.
Les travaux sont repris en 438 sous l’impulsion de l’impératrice Eudoxie (Eudocie), épouse de Théodose II. Les restes du martyr sont transférés dans la nouvelle basilique, qui n'est d’ailleurs achevée que vingt ans plus tard, lors de la cérémonie de dédicace par saint Cyrille, patriarche d’Alexandrie, peut-être le 15 mai 439. L’actuelle basilique a été construite à l’emplacement de l’ancien ouvrage par les dominicains à la fin du XIXe siècle.

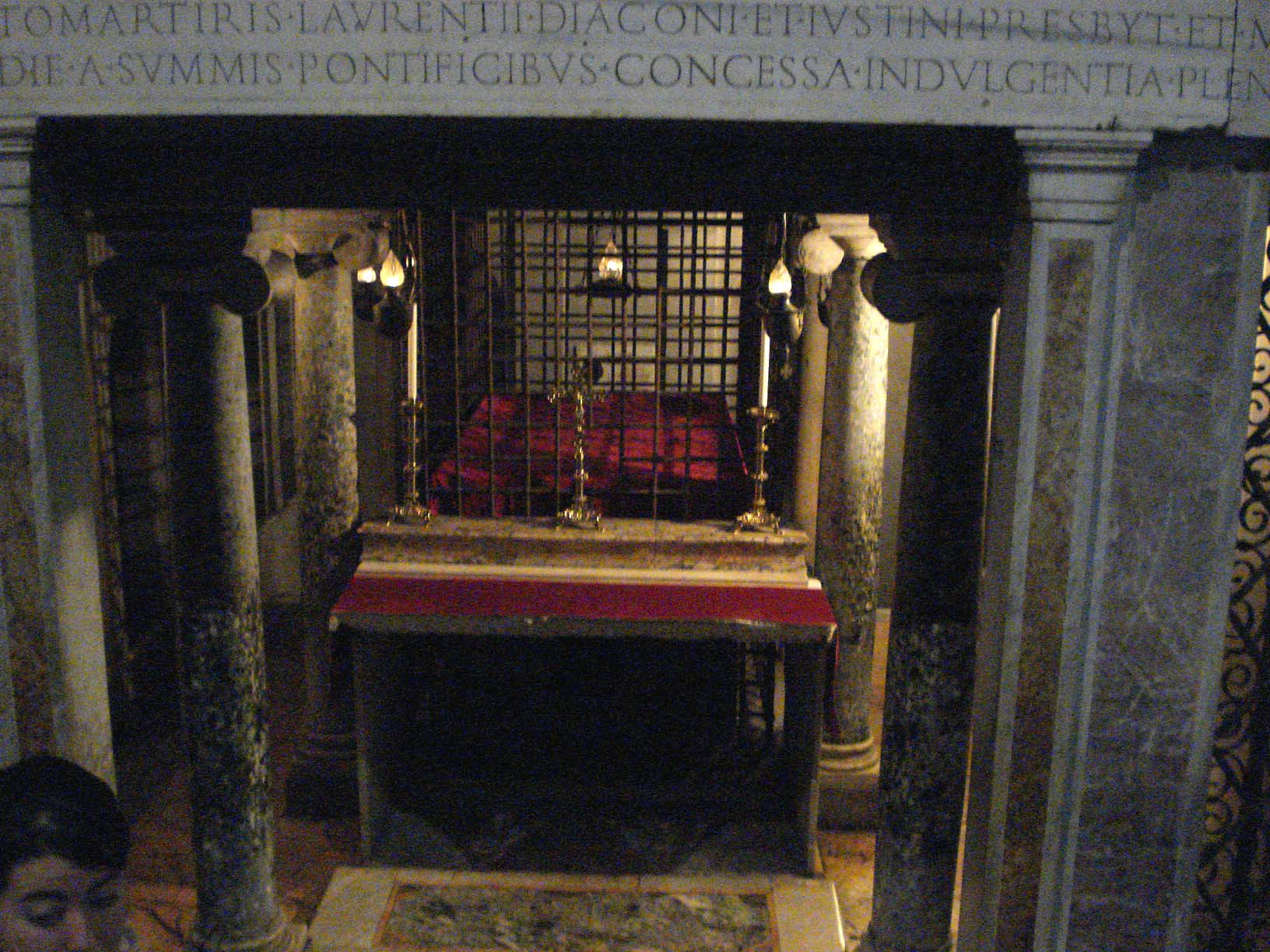
Les restes des martyrs Étienne et Laurent dans la basilique Saint-Laurent-hors-les-Murs.

Dès 416, des reliques du martyr sont emportées à Minorque et en Afrique (notamment à Hippone) par Paul Orose. Une tradition médiévale évoque la translation des reliques du martyr à Rome par le pape Pélage II à la fin du VIe siècle. Les restes de saint Étienne et de saint Laurent seraient enfermés dans une caisse de marbre, qu'entourent de fortes grilles de fer, dans la Confession sous le maître-autel de la basilique Saint-Laurent-hors-les-Murs.
Il fait partie des saints martyrs cités dans une épigraphie gravée sur une colonne romaine réutilisée dans la chapelle des Saints Martyrs de  Medina-Sidonia (province de Cadix, Andalousie) en Espagne, Selon l'inscription, des reliques de plusieurs saints, dont Étienne, y auraient été déposées.
La fête de l’Invention des reliques de saint Étienne, ou Saint-Étienne d’été, était célébrée le 3 août. Elle fut supprimée du calendrier romain par Jean XXIII.
Des fouilles effectuées à Beit Jamal par Andrzej Strus ont mis au jour en 2003 une architrave ou un linteau en pierre avec une tabula ansata sur laquelle était inscrit « DIAKONIKON STEPHANOU PROTOMARTYROS ». Un diakonikon est une petite chapelle destinée à des objets cultuels et placée sous la responsabilité d'un diacre. L'inscription atteste l'ancienneté de cette tradition.

## Fêtes et célébrations
Saint Étienne est fêté par l'Église catholique le 26 décembre, et par les Églises chrétiennes d'Orient le 27 décembre, et encore le 2 août (translation de ses reliques) par l'Église catholique ainsi que par les Églises chrétiennes d'Orient.
Il est considéré comme un saint également par les Églises anglicane, luthériennes, ainsi que l'Église de l'Orient.
Sa fête, le 26 décembre, est fériée en Allemagne, en Autriche, en Irlande, en Italie, au Royaume-Uni, au Luxembourg ainsi qu'en Moselle, en Bas-Rhin, en Haut-Rhin, Catalogne et dans plusieurs cantons suisses.
Les cathédrales et les églises dédiées à saint Étienne sont nombreuses dans tous les pays d'Europe. Notamment en France où le protomartyr a donné son nom à la ville de Saint-Étienne, dans la Loire, et à soixante-douze autres communes françaises, sans compter les formes occitanes telles que Saint-Estèphe  ou Saint-Estève.
Une des cloches de la cathédrale Notre-Dame de Paris porte son nom.
À Florence, il a été, depuis le Moyen Âge, le saint patron de l'Arte della Lana, la « corporation de la Laine », et sa statue figure dans une des niches d'Orsanmichele.

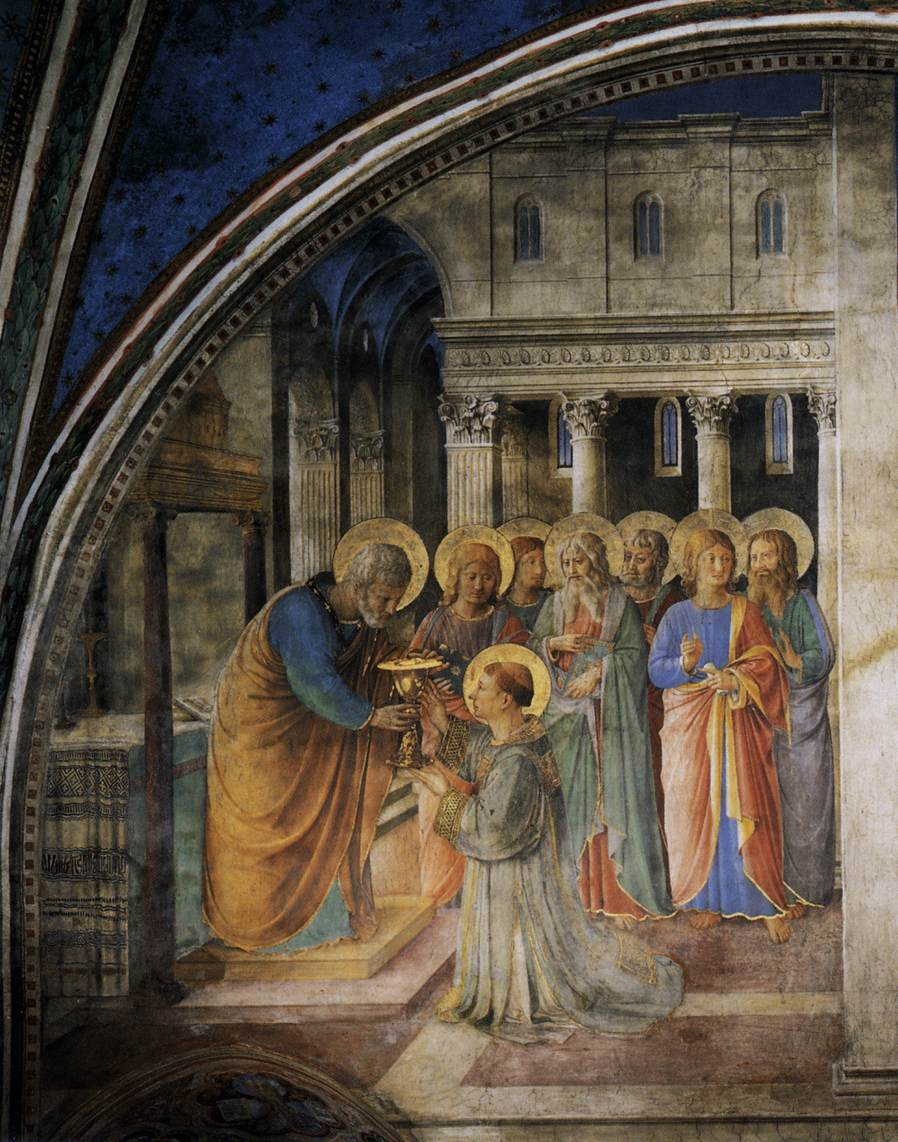
Fresque de la chapelle Nicoline réalisée par Fra Angelico : L'ordination de saint Étienne comme diacre par l'apôtre Pierre.
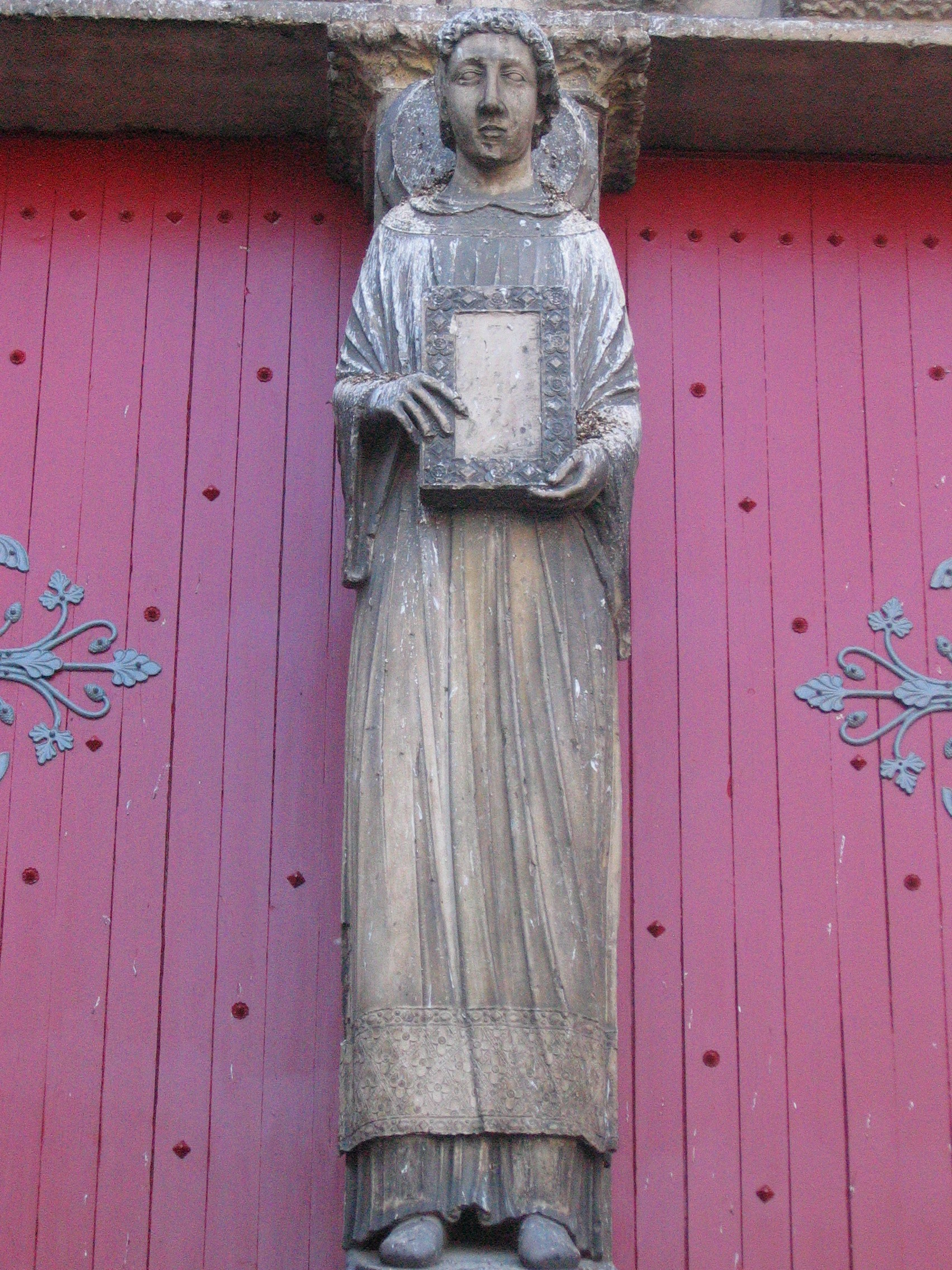
Cathédrale Saint-Étienne de Sens : statue de saint Étienne sur le trumeau du portail central de la façade occidentale (fin du XIIe siècle).
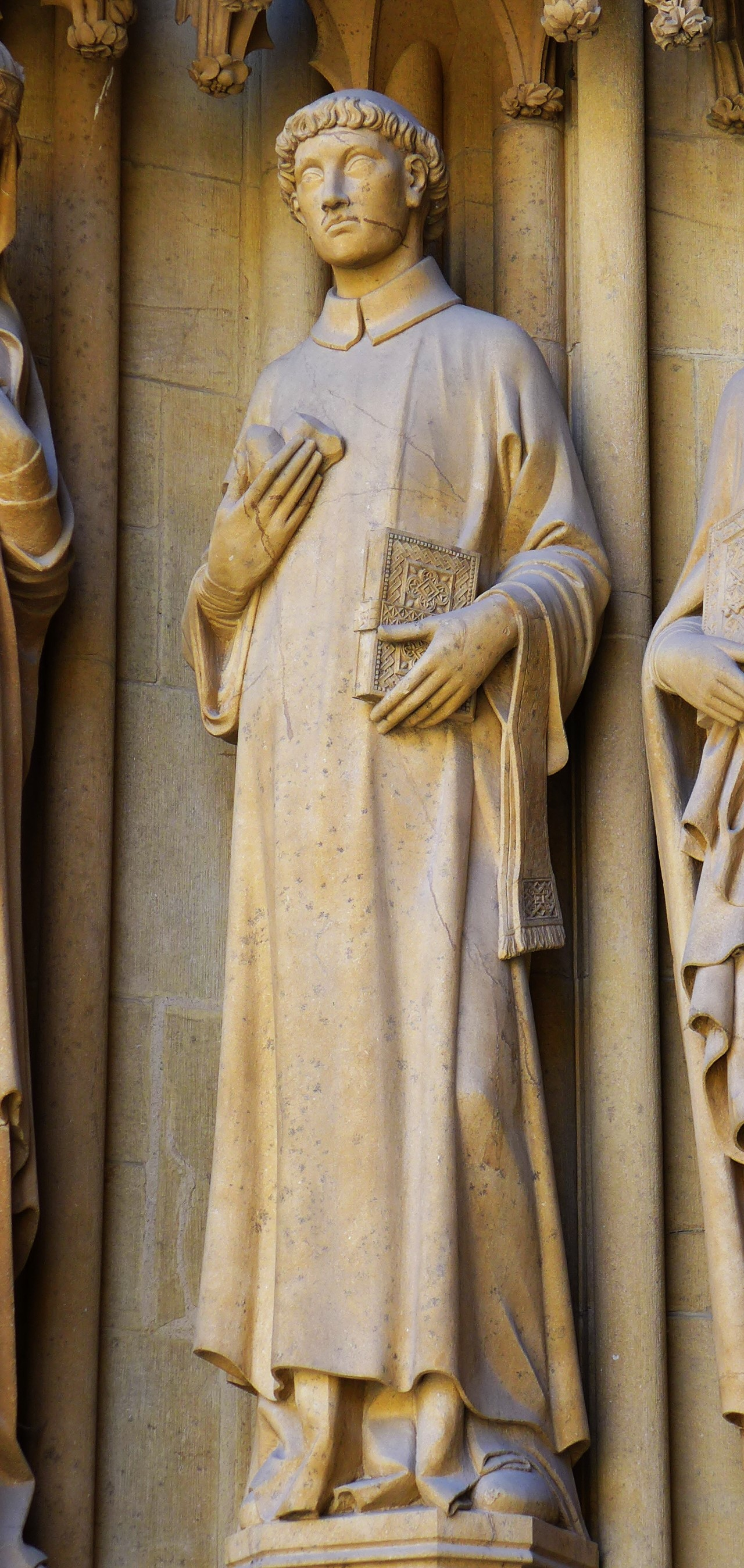
Cathédrale Saint-Étienne de Metz : statue de saint Étienne, portail de la Vierge.
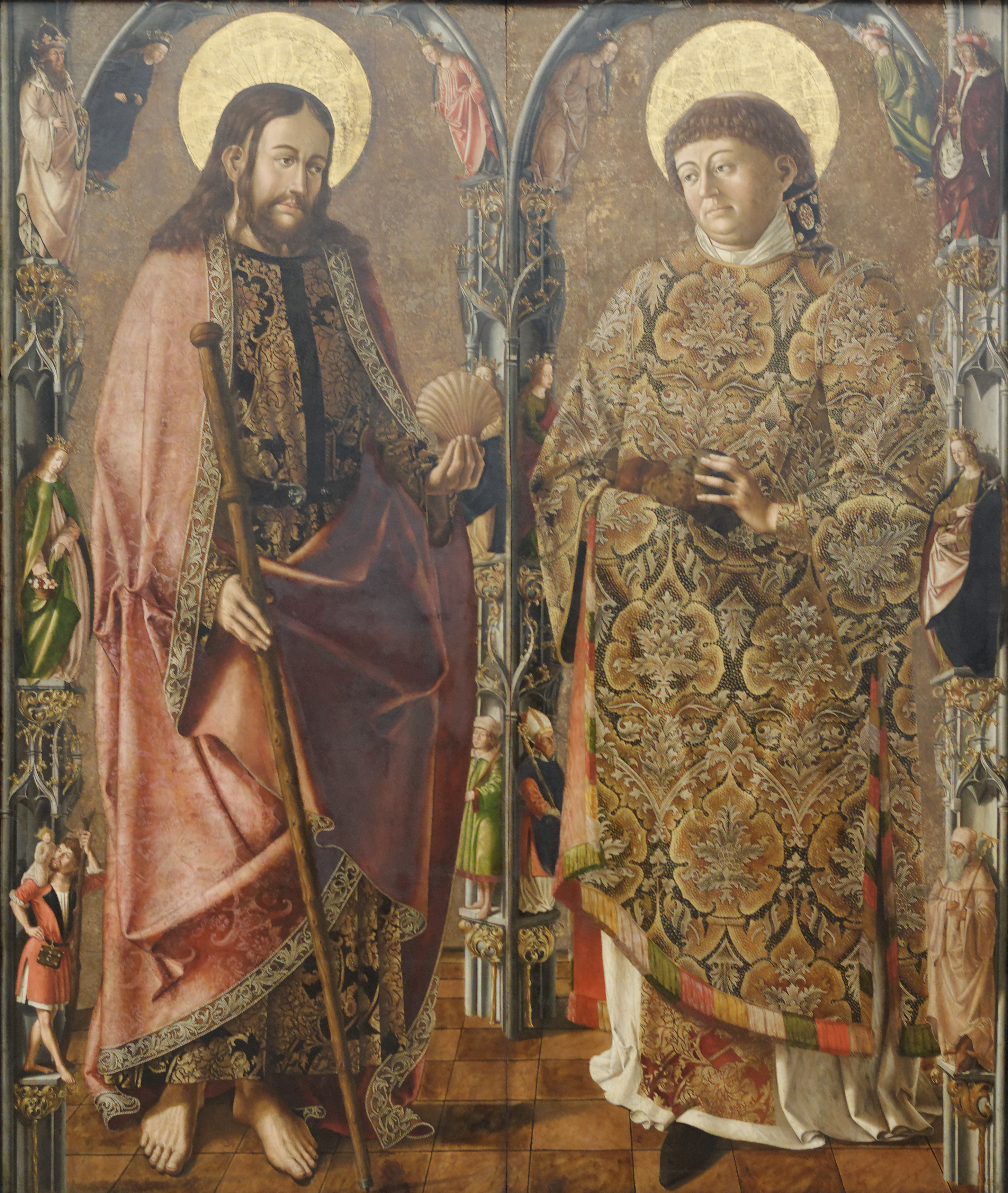
Saint Jacques et Saint Étienne, par Marx Reichlich (fin du XVe siècle).
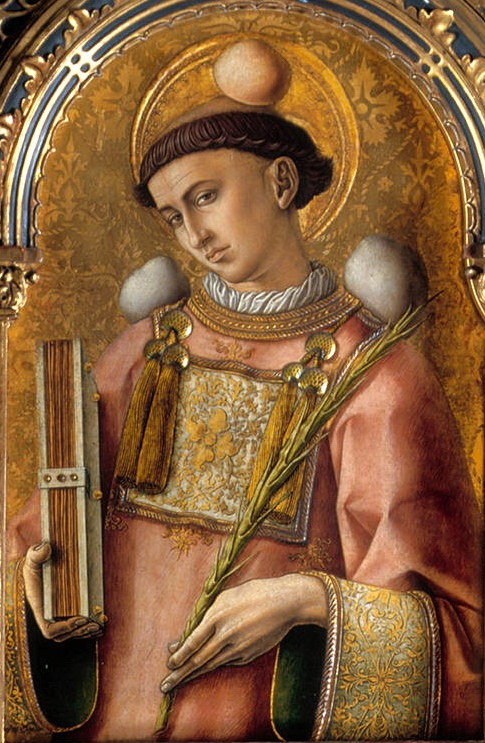
Étienne en dalmatique de diacre tenant un livre de la main droite, une palme de la main gauche et surmonté par trois pierres, celles de son supplice (retable de Carlo Crivelli, 1476)
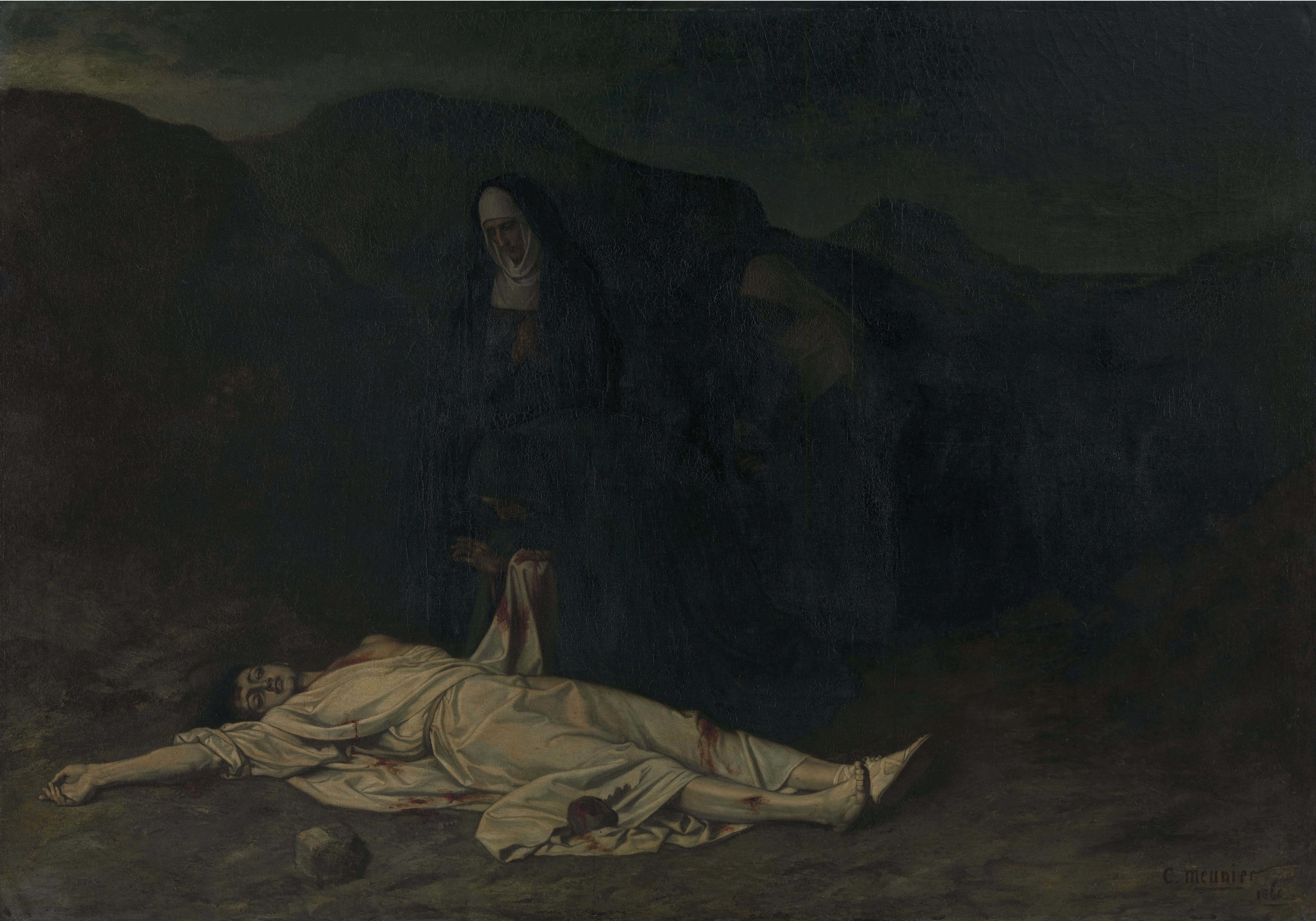
Saint Etienne, martyr, 1866 Constantin Meunier Musée des Beaux-Arts de Gand